# Gevlekte winteruil
De gevlekte winteruil (Conistra rubiginea) is een nachtvlinder uit de familie van de uilen, de Noctuidae.

## Beschrijving
De voorvleugellengte bedraagt tussen de 15 en 17 millimeter. De grondkleur van de voorvleugels is oranjerood tot bruingeel met een grote hoeveelheid donkere vlekken, dat zorgt voor een bonte verschijning.

## Waardplanten
De gevlekte winteruil gebruikt diverse loofbomen als waardplanten, waaronder appel, pruim, sleedoorn en wilg. De rups is te vinden van april tot juni. De soort overwintert als imago.

## Voorkomen
De soort komt voor in Europa en van Klein-Azië tot de Kaukasus.

### In Nederland en België
De gevlekte winteruil is in Nederland een niet zo gewone en in België een zeldzame soort. De vlinder heeft jaarlijks één generatie die vliegt van halverwege september tot halverwege november, en na overwintering van februari tot en met april.